# E. J. Vass

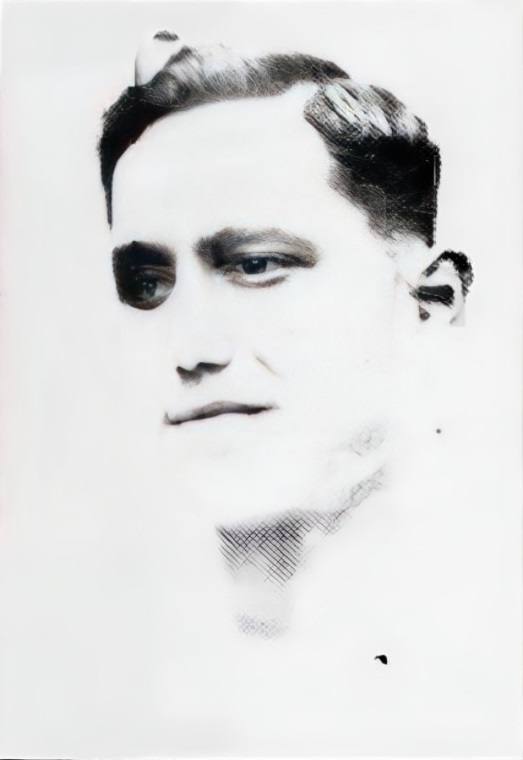
E. J. Vass 1932

Edwin Joseph "E. J." Vass (* 1905; † 3. Oktober 1980) war ein singapurischer Badmintonspieler. 

## Karriere
E. J. Vass wurde in der Saison 1928/1929 erstmals singapurischer Meister im Herreneinzel. Bis zur Saison 1932/33 verteidigte er diesen Titel. In der Saison 1931/1932 wurde er auch Meister im Mixed. 1933/1934 und 1934/1935 wurde er erneut Mixedmeister.

## Sportliche Erfolge
| Saison    | Veranstaltung                   | Disziplin    | Platz | Name                        |
| --------- | ------------------------------- | ------------ | ----- | --------------------------- |
| 1928/1929 | Singapur: Einzelmeisterschaften | Herreneinzel | 1     | E. J. Vass                  |
| 1929/1930 | Singapur: Einzelmeisterschaften | Herreneinzel | 1     | E. J. Vass                  |
| 1930/1931 | Singapur: Einzelmeisterschaften | Herreneinzel | 1     | E. J. Vass                  |
| 1930/1931 | Singapur: Einzelmeisterschaften | Herrendoppel | 5     | E. J. Vass / L. J. de Souza |
| 1931/1932 | Singapur: Einzelmeisterschaften | Mixed        | 1     | E. J. Vass / J. de Souza    |
| 1931/1932 | Singapur: Einzelmeisterschaften | Herreneinzel | 1     | E. J. Vass                  |
| 1932/1933 | Singapur: Einzelmeisterschaften | Herreneinzel | 1     | E. J. Vass                  |
| 1933/1934 | Singapur: Einzelmeisterschaften | Mixed        | 1     | E. J. Vass / J. de Souza    |
| 1934/1935 | Singapur: Einzelmeisterschaften | Mixed        | 1     | E. J. Vass / J. de Souza    |
| 1934/1935 | Singapur: Einzelmeisterschaften | Herreneinzel | 1     | E. J. Vass                  |